# Ipomoea tricolor

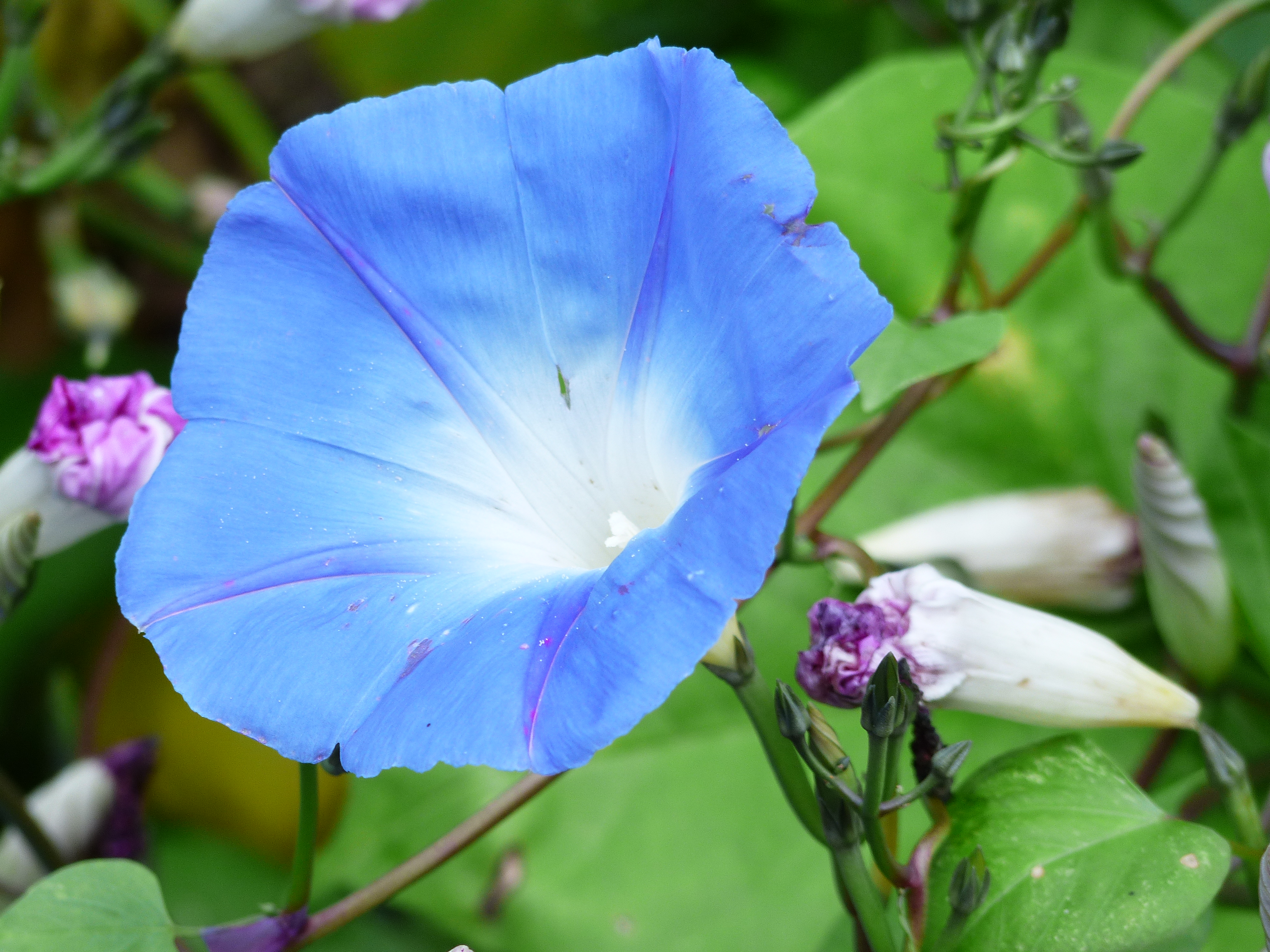
Ipomoea tricolor var. 'Heavenly Blue'

Ipomoea tricolor es una especie del género Ipomoea nativa del Neotrópico y ampliamente naturalizada en las regiones tropicales. Se cultiva también en otras muchas regiones.

## Descripción
Herbácea anual o perenne de tallos trepadores que alcanzan entre 2 a 4 m de altura. Las hojas se disponen en espiral, de 3 a 7 cm de largo por 1,5 a 6 cm de ancho, ovado-acorazonadas y con largos peciolos. Las flores en forma de trompeta, de 3 a 9 cm de largo, surgen de las axilas de las hojas en cimas. Suelen ser de color azul a violeta con el interior blanco y al final amarillo. El fruto es una cápsula redondeada de 8-10 mm con semillas negras y duras de unos 4-5 mm.

## Cultivo y usos
En cultivo, esta especie es muy confundida con Ipomoea violacea.

### Horticultura
Numerosos cultivares de I. tricolor con diferencias en color de las flores se han seleccionado para planta ornamental: 'Blue Star', 'Flying Saucers', 'Heavenly Blue', 'Heavenly Blue Improved', 'Pearly Gates', 'Rainbow Flash', 'Summer Skies', 'Wedding Bells'.
A veces es una especie invasora debido a su velocidad de crecimiento y prodigiosa producción de semillas.

### Toxicidad
Las semillas de esta especie se consideran de toxicidad menor para los seres humanos.

### Uso alucinógeno
Las semillas contienen un alcaloide, la ergotamina. Han sido utilizadas desde la antigüedad por muchos pueblos originarios de México como alucinógeno; conocidas por los Aztecas como tlitliltzin, palabra náhuatl para "negro"[cita requerida] con un sufijo reverencial. En Sudamérica, las semillas se conocen como badoh negro[cita requerida].
El uso tradicional fue descubierto por Richard Schultes en 1941 describiendo el uso por el mexicano nativo. Luego se publicaron más estudios en 1960, con Thomes MacDougall y las semillas de Ipomoea tricolor usadas como sacramentos por los zapotecas, a veces mezcladas con semillas de Rivea corymbosa, otra especie con una composición química similar, con lisergol en vez de ergometrina. 
La propiedad alucinógena de las semillas se debe a la ergina (amida del ácido d-lisérgico, o LSA), aunque la validez del atributo sigue en disputa. Mientras la ergina está listada como una sustancia de Esquema III en EE. UU., otras partes de la planta no están controladas, y semillas y plantas aún se comercializan.
Las semillas también tienen glicósidos, y esos compuestos causarían náuseas, aunque hay experiencias de que no hay efectos negativos cuando las semillas no están curadas con ningún pesticida. Pero en usuarios sin experiencia manifiestan dolor de cabeza y calambres, debido a la presencia de glicósidos.

## Taxonomía
Ipomoea tricolor fue descrita por Antonio José de Cavanilles y publicado en Icones et Descriptiones Plantarum 3(1): 5, pl. 208. 1794[1795].
Etimología
Ipomoea: nombre genérico que procede del griego ips, ipos = "gusano" y homoios = "parecido", por el hábito voluble de sus tallos. 
tricolor: epíteto latíno que significa "con tres colores" 
Sinonimia
- Convolvulus pauciflorus Willd. ex Roem. & Schult.
- Convolvulus pulchellus Kunth
- Convolvulus rubrocaeruleus (Hook.) Dietrich
- Convolvulus venustus Spreng.
- Ipomoea dumetorum Willd. ex Roem. & Schult.
- Ipomoea hookeri G.Don
- Ipomoea oligantha Choisy
- Ipomoea pulchella (Kunth) G.Don
- Ipomoea rubrocaerulea Hook.
- Ipomoea schiedeana Ham.
- Pharbitis rubrocaeruleus (Hook.) Planch.
- Quamoclit mutica Choisy[5]